# Camugliano
Camugliano est un village de Toscane, dans le centre de l'Italie, administrativement une frazione de la commune de Ponsacco, dans la province de Pise. Lors du recensement paroissial de 2006, sa population était de 40 habitants. 
Camugliano est situé à environ 32 kilomètres de Pise et à 2 km de Ponsacco. 